# Бодров, Александр Владимирович
Алекса́ндр Влади́мирович Бодро́в (17 апреля 1860, Уржум, Вятская губерния — 29 августа 1931, Новый Торъял, Нижегородский край) — земский врач, депутат Государственной думы II созыва от Вятской губернии.

## Биография
Дворянского происхождения. Родился в семье Владимира Фёдоровича Бодрова, отставного поручика, лесничего, служившего в различных уезда Вятской губернии, и Александры Григорьевны урождённой Кулаковой, по одним сведениям, в городе Уржуме, по другим — в имении отца в селе Антонково (Онтонково) Уржумского уезда. Рано потерял родителей, воспитанием Александра занимался одна из сестёр. Учился в Казанской прогимназии. В 1881 году выпускник Вятской гимназии. Поступил в Казанский университет, но был исключён на один год за участие в студенческих беспорядках 29 октября 1882 года. Выслан в Уржум под негласный надзор. 27 января 1885 года негласный надзор снят. 1 сентября 1883 года восстановлен в университете после подачи прошения, в котором обещал «более не участвовать в сходках и в пользу их не агитировать». В 1887 окончил медицинский факультет Казанского университета со званием лекаря. Врач Бодров был виолончелистом-любителем, играл в шахматы, катался на велосипеде летом и на коньках зимой.

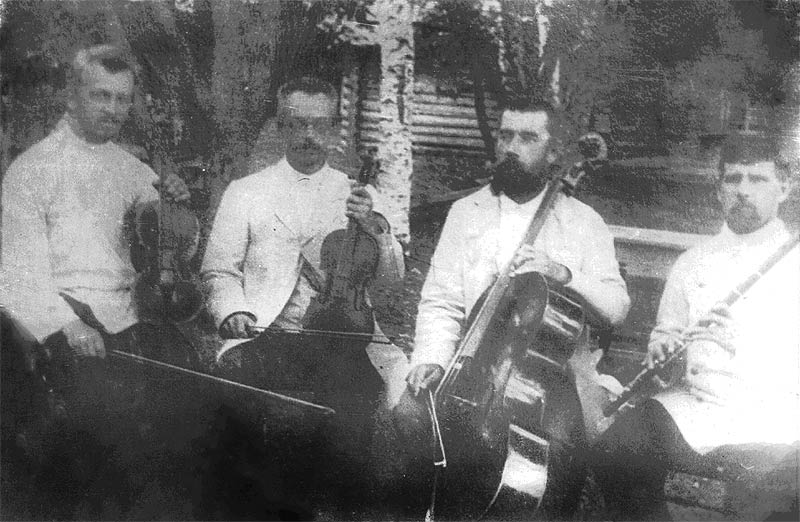
Доктор Бодров (второй справа) в любительском квартете.

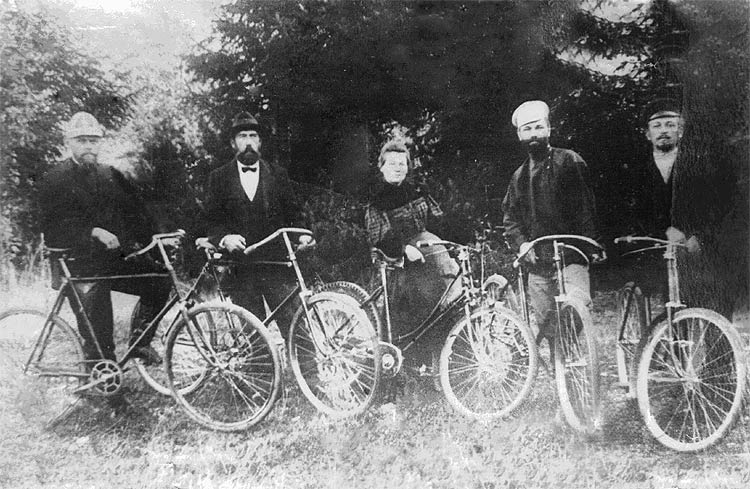
Доктор Бодров (второй слева) на велосипедной прогулке.

С 1 декабря 1887 этого до июня 1888 года служил земским врачом в Нолинском уезде Вятской губернии. 25 июня 1888 года перешёл на должность земского врача в Лажской больнице Уржумского уезда. С сентября 1889 по март 1894 года — врач Сернурской земской больницы. После этого переведён на Нартасский врачебный участок, где в селе Нартасы при активном соучастии Бодрова 3 ноября 1894 года была открыта новая больница. С 1 июня 1896 по 15 июня 1897 года служил офтальмологом в Вятской губернской земской больнице, после чего опять вернулся Уржумское уездное земство, где с 1 января 1898 года ему было поручено заведование Новоторъяльским врачебным участком. Специализировался в офтальмологии, к нему приезжали лечить глаза даже из губернского центра.

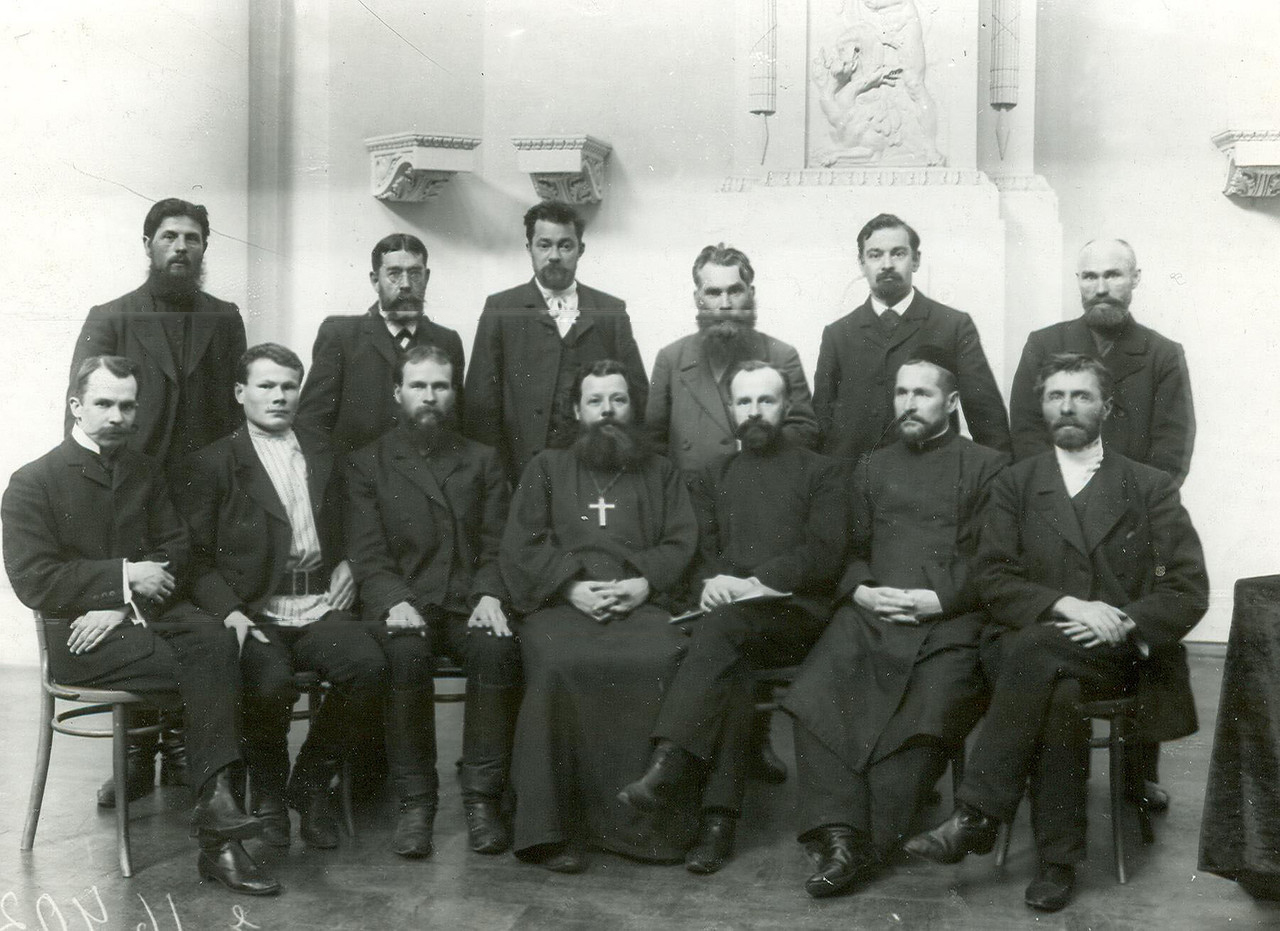
Депутаты II Государственной Думы от Вятской губернии.
Стоят: И. А. Наумов, А. В. Бодров, М. Г. Зайцев, В. А. Вахрушев, Н. В. Алашеев, В. И. Шешин;
Сидят: С. Н. Салтыков, Л. А. Ефремов, Я. С. Шабалин, Ф. В. Тихвинский, Д. И. Деларов, Х. А. Масагутов, И. Л. Финеев

Состоял в РСДРП. В 1904 году тайно провёл маёвку в деревне Шеваржаково (ныне Кировская область). 25 января 1907 года на избирательном съезде по городской курии в Уржуме избран вместе с врачом Н. В. Чемодановым выборщиком на губернский избирательный съезд (Бодров — 285 голосов, Чемоданов — 266 из 412 присутствующих). После чего полиция провела у них обыски.
14 февраля 1907 года избран в Государственную думу II созыва от общего состава выборщиков Вятского губернского избирательного собрания (114 голосов из 196 выборщиков). Вошёл в состав Социал-демократической фракции.
В мае 1917 года на чрезвычайной сессии Уржумского уездного земского выступал за продолжение войны с Германией, призывал богатых людей приобретать облигации «Займа свободы» для пополнения истощённой государственной казны, был сторонником Временного правительства.
До 1924 продолжал работать в Новоторъяльской больнице. Советские органы присвоили Бодрову звание Героя Труда.
Скончался 29 августа в Новом Торъяле, и 31-го августа 1931 был похоронен на территории больницы при большом стечении народа. На памятнике белого камня выбита надпись: «Основателю Новоторъяльской больницы Александру Владимировичу Бодрову».

## Семья
А. В. Бодров до конца жизни оставался холостяком.
- Сестра — Зинаида (1848—?)
- Сестра — Варвара (1849—?)

### Архивы
- Российский государственный исторический архив. Фонд 1278. Опись 1 (2-й созыв). Дело 45; Дело 601. Лист 2.